# Sædemanden (lignelse)
Lignelsen om sædemanden er en lignelse fra evangelierne af Markus, Matthæus og Lukas.
Fra Markusevangeliet kap. 4,1-9:
| „ | Hør her! En sædemand gik ud for at så. Og da han såede, faldt noget på vejen, og fuglene kom og åd det op. Noget faldt på klippegrund, hvor der ikke var ret meget jord, og det kom straks op, fordi der kun var et tyndt lag jord; og da solen kom højt på himlen, blev de svedet, og det visnede, fordi det ikke havde rod. Noget faldt mellem tidsler, og tidslerne voksede op og kvalte det, så det ikke gav udbytte. Men noget faldt i god jord, og det gav udbytte; det voksede op og groede, og noget bar tredive og noget tres og noget hundrede fold. | “ |

Lignelsen er brugt af mange malere som motiv.

## Udenlandske maleres tolkning af motiv
- Jean-François Millet, Sædemanden, 1850, Museum of Fine Arts, Boston
- Camille Pissarro, Sædemanden, 1875, privat eje
- Vincent van Gogh, Sædemanden, 1889,

## Danske maleres tolkning af motivet
- Frederik Vermehren, En sædemand, 1859, Statens Museum for Kunst
- L.A. Ring, Sædemanden, 1910, Statsministeriet
- H.A. Brendekilde, En sædemand på marken ved Holme Olstrup Kirke,[1] 1914
- L.A. Ring, Sædemand. Frederiksværk, 1901